# 繁野麻衣子
繁野 麻衣子（しげの まいこ、1968年 - ）は、日本の数理学者。筑波大学大学院システム情報工学研究科教授。愛知県出身。

## 主な略歴
- 1991年3月 東京理科大学工学部経営工学科卒業
- 1993年3月 東京理科大学大学院工学研究科修士課程経営工学専攻修了
- 1995年6月 東京工業大学大学院理工学研究科博士後期課程情報科学専攻中退
- 1995年7月 東京工業大学大学院情報理工学研究科助手
- 1997年4月 筑波大学社会工学系講師
- 2004年4月 筑波大学大学院システム情報工学研究科助教授

2013年度より筑波大学システム情報系教授

## 主な所属学会
- 日本オペレーションズ・リサーチ学会
- 日本応用数理学会
- サービス学会
- スケジューリング学会など

## 著書
- 『OR事典2000』日本オペレーションズリサーチ学会、2000年。
- 『応用数理計画ハンドブック』朝倉書店、2002年。
- 『情報システムと情報技術事典』培風館、2006年。
- 『ネットワーク最適化とアルゴリズム』朝倉書店、2010年。
- 『数理工学事典』朝倉書店、2011年。
- 『数理最適化』オーム社、2012年。